# Peña Blanca, San Felipe Usila
Peña Blanca är en ort i Mexiko.   Den ligger i kommunen San Felipe Usila och delstaten Oaxaca, i den sydöstra delen av landet, 300 km sydost om huvudstaden Mexico City. Peña Blanca ligger 419 meter över havet och antalet invånare är 244.
Terrängen runt Peña Blanca är bergig söderut, men norrut är den kuperad. Runt Peña Blanca är det ganska glesbefolkat, med 42 invånare per kvadratkilometer. Närmaste större samhälle är San Felipe Usila, 2,3 km öster om Peña Blanca. I omgivningarna runt Peña Blanca växer i huvudsak städsegrön lövskog.